# Davit Marsaguishvili
Davit Marsaguishvili (en georgiano: დავით მარსაგიშვილი, conocido como Dato Marsaguishvili; Stepantsminda, 30 de marzo de 1991) es un deportista georgiano que compitió en lucha libre.
Participó en los Juegos Olímpicos de Londres 2012, obteniendo una medalla de bronce en la categoría de 84 kg. Ganó una medalla de bronce en el Campeonato Mundial de Lucha de 2011 y cuatro medallas en el Campeonato Europeo de Lucha entre los años 2011 y 2016.

## Palmarés internacional
| Juegos Olímpicos   | Juegos Olímpicos      | Juegos Olímpicos  | Juegos Olímpicos |
| Año                | Lugar                 | Medalla           | Categoría        |
| ------------------ | --------------------- | ----------------- | ---------------- |
| 2012               | Londres (Reino Unido) | Medalla de bronce | 84 kg            |
| Campeonato Mundial |                       |                   |                  |
| Año                | Lugar                 | Medalla           | Categoría        |
| 2011               | Estambul (Turquía)    | Medalla de bronce | 84 kg            |
| Campeonato Europeo |                       |                   |                  |
| Año                | Lugar                 | Medalla           | Categoría        |
| 2011               | Dortmund (Alemania)   | Medalla de plata  | 84 kg            |
| 2012               | Belgrado (Serbia)     | Medalla de oro    | 84 kg            |
| 2013               | Tiflis (Georgia)      | Medalla de oro    | 84 kg            |
| 2016               | Riga (Letonia)        | Medalla de bronce | 86 kg            |